# Exodus Wandeltocht
De Exodus Wandeltocht vanaf Huissen is een eendaagse wandeltocht die vanaf 2011 ieder jaar op de laatste zaterdag van juni gehouden wordt. De eerste wandeltocht werd geopend door burgemeester Harry de Vries en kende, ondanks het slechte weer, ongeveer 600 deelnemers. De tweede editie op 30 juni 2012 kende ongeveer 1000 deelnemers en ook de derde editie op 29 juni 2013 kende weer meer deelnemers: ruim 1400. De tocht volgt in grote lijnen de route waarlangs veel inwoners moesten vluchten in de herfst van 1944 toen gedurende de Tweede Wereldoorlog, na de mislukte geallieerde Operatie Market Garden de Overbetuwe frontlijngebied was geworden. De wandeltocht start in het toen zwaar getroffen Huissen en loopt door plaatsen die ook veel te lijden hebben gehad van het oorlogsgeweld zoals Angeren, Doornenburg en Elden. De Exodus Wandeltocht kan gezien worden als een 'burgerlijke' tegenhanger van de 'militaire' Airborne Wandeltocht. 
Doordat de tocht wordt gehouden op de laatste zaterdag van juni, kan ze mede dienen ter voorbereiding op de Nijmeegse Vierdaagse vanwege de 25 en 42 km.

## Historische achtergrond
Na de mislukking van de Slag om Arnhem in september 1944 was de opmars van de geallieerden een halt toegeroepen. De nieuwe frontlinie lag midden in de Overbetuwe langs het riviertje de Linge. Al tijdens de Slag om Arnhem vluchtten veel mensen, en daarna kreeg iedereen opdracht van de Duitse bezetter om te vertrekken uit het gebied. Hun werd geadviseerd om te evacueren naar het noorden, richting Ede en Apeldoorn. De vluchtelingenstroom moest voor het grootste deel bij de buurtschap De Praets de rivier de Rijn oversteken. De gewone veren waren niet meer beschikbaar, waardoor men afhankelijk was van geïmproviseerde mogelijkheden voor een overtocht. Drie mannen uit Huissen die met een bootje mensen naar de overzijde hielpen zijn hier verdronken toen hun boot omsloeg. Ter herdenking daarvan is in 2010 in De Praets een Exodusmonument opgericht. Het jaar daarop is om de herinnering aan de evacuatie levend te houden de eerste Exodus Wandeltocht gelopen. Deze volgt de Exodusroute over de dijken. 
De tocht is niet alleen gericht op herdenking van de burgerslachtoffers en de vluchtelingen uit dit gebied of van de Tweede Wereldoorlog, maar schenkt ook aandacht aan de hedendaagse situatie van de vluchtelingen.

## Monumenten langs de route
- Exodus oorlogsmonument aan de Bloemstraat te Huissen
- Exodus zustermonument op de Herinneringspark Begraafplaats Huissen-Stad
- Massagraf op het Herinneringspark Begraafplaats Huissen-Stad
- Massagraf op het RK kerkhof te Angeren
- Exodus zustermonument bij de de Praets, Meinerswijk
- Mitchell Monument Malburgen
- Patrouillepad (onderdeel van de Liberation Route Europe) rond de grens van de gemeenten Arnhem, Lingewaard en Overbetuwe